# Revision (Biologie)
Unter Revision versteht man in der Biologie die Überarbeitung der Systematik einer Gruppe von Lebewesen, die jedoch nicht allen Ansprüchen einer Monografie entsprechen muss. Eine Revision kann zum Beispiel nur einen geographisch begrenzten Teil einer Gattung umfassen oder nur Bestimmungsschlüssel und keine Beschreibungen enthalten.

## Nachweise
1. ↑  Gerhard Wagenitz: Wörterbuch der Botanik. Morphologie, Anatomie, Taxonomie, Evolution. 2., erweiterte Auflage. Nikol, Hamburg 2008, ISBN 978-3-937872-94-0, S. 276.